# Flashback (compilation)
Albums de .38 Special
Strength in Numbers
(1986) Rock & Roll Strategy
(1988)
Singles
1. "Back to Paradise" # 41 US
Sortie : 1987
2. "Teacher, Teacher" # 25 US
Sortie : 1987

Flashback est la première compilation du groupe de rock sudiste américain .38 Special parue en juillet 1987 sur le label A&M Records.
Elle regroupe les principaux succès (dont certains en version live) du groupe et trois inédits "Back to Paradise" (thème du film "Les Tronches II" (The Revenge of the Nerds II: The Nerds in Paradise)), "Same Old Feelings" et "Teacher, Teacher" qui fait partie de la bande son du film Ras les profs !.
Les titres en public ont été enregistrés le 31 octobre 1986 au The Summit à Houston au Texas avec le studio mobile du groupe audiovisuel Westwood One.
L'album se classa à la 35e place du Billboard 200 et sera certifié disque de platine aux États-Unis.

## Musiciens
- Donnie Van Zant: chant
- Don Barnes: guitares, chœurs, harmonica sur "Rough Housin'"
- Jeff Carlisi: guitares, dobro, steel guitar
- Steve Brookins: batterie, percussions
- Jack Grondin: batterie, percussions
- Larry Jungstrom: basse

avec
- Carol Bristow et Lynn Hineman: chœurs sur les titres en public
- Steve McRay: claviers sur les titres en public

## Liste des titres
| No  | Titre                                                               | Auteur                                         | Durée      |
| --- | ------------------------------------------------------------------- | ---------------------------------------------- | ---------- |
| 1.  | Back to Paradise (inédit, BO du film les "Tronches II", 1987)       | Bryan Adams, Pat Benatar, Jim Vallance         | 3 min 41 s |
| 2.  | Hold On Loosely (en) (de "Wild-Eyed Southern Boys", 1981)           | Don Barnes, Jeff Carlisi, Jim Peterik          | 4 min 37 s |
| 3.  | Wild-Eyed Southern Boys (live) (de "Wild-Eyed Southern Boys", 1981) | Peterik                                        | 4 min 11 s |
| 4.  | If I'd Been the One (de "Tour De Force", 1984)                      | Barnes, Carlisi, Donnie Van Zant, Larry Steele | 3 min 53 s |
| 5.  | Caught Up in You (en) (de "Special Forces", 1982)                   | Barnes, Carlisi, Peterik                       | 4 min 35 s |
| 6.  | Fantasy Girl (de "Wil-Eyed Southern Boys", 1981)                    | Carlisi, Peterik                               | 4 min 02 s |
| 7.  | Rough Housin' (live) (de Special Forces, 1982)                      | Barnes, Van Zant, Steele                       | 4 min 07 s |
| 8.  | Same Old Feelings (Inédit, 1987)                                    | Banes, Carlisi, John Bettis, Vallance          | 4 min 15 s |
| 9.  | Back Where You Belong (de "Tour de Force", 1984)                    | Gary O'Connor                                  | 4 min 28 s |
| 10. | Stone Cold Believer (live) (de "Rocking Into the Night", 1980)      | Barnes, Carlisi, Van Zant                      | 3 min 56 s |
| 11. | Teacher, Teacher (de la BO du film "Ras les profs !s", 1984)        | Bryan adams, Jim Vallance                      | 3 min 14 s |
| 12. | Like No Other Night (de "Strength in Numbers", 1986)                | Barnes, Carlisi, Bettis, Vallance              | 3 min 57 s |
| 13. | Twentieth Century Fox (live) (de "Tour De Force", 1984)             | Barnes, Carlisi, Van Zant, Steele              | 4 min 14 s |
| 14. | Rockin' Into the Night (en) (de "Rockin' Into the Night", 1980)     | Peterik, Gary Smith, Frank Sullivan            | 3 min 57 s |

## Certifications
| Pays       | Ventes      | Certification | Date          |
| ---------- | ----------- | ------------- | ------------- |
| États-Unis | 500 000 +   | Or            | 24 avril 1989 |
| États-Unis | 1 000 000 + | Platine       | 12 juin 1995  |